# Terminal Casa Verde
Casa Verde es un terminal de ómnibus de la ciudad de São Paulo. Ubicado en la región norte de la ciudad, en la calle Baía Formosa, Nº80 (esq. Av. Eng. Caetano Álvares s/nº) - Casa Verde. Es atendida por 6 líneas.

## En operación
| Línea | Prefijo | Destino                      |
| ----- | ------- | ---------------------------- |
| 1301  | 10      | Praça do Correio             |
| 9070  | 10      | Jardim das Paineiras         |
| 9090  | 10      | Parque do Tietê              |
| 9162  | 10      | Jardim Almanara (Circular)   |
| 9300  | 10      | Terminal Parque Dom Pedro II |
| 9301  | 10      | Largo do Paissandu           |

- Datos: Q9086176